# زد برش
زي برش أو زد برش (بالإنجليزية: ZBrush)‏ هي أداة رقمية حاسوبية للنحت تجمع بين التصميم ثلاثي الأبعاد وتصميم البعدين ونصف (2.5D ويقصد به التصميم شبه ثلاثي الأبعاد الذي تظهر فيه الأجسام وكأنها ثلاثية الأبعاد غير أنها ليست كذلك)، ويعمل على نظامي ويندوز وماك وقد ظهر الإصدار الأول منه في عام 1999 كتقديم أولي في حين ظهر الإصدار 1.55 منه في 2002 كإصدار تجريبي وظهر الإصدار الـ 3.1 منه في عام 2007 ويتم تنصيب زي برش كإضافة لبرامج مايا وثري دي إس ماكس وسينما فور دي ومودو. وقد ظهر الإصدار الأخير منه 3.5 في سبتمبر 2010 من قبل شركة بيكسولوجيك. يستخدم زي برش كأداة للنحت الرقمي وإنتاج الشخصيات ثلاثية الأبعاد بشكل دقيق جدا يزيد على عشرة ملايين سطح (Polygon) والتي تدخل في إنتاج الألعاب والأفلام ثلاثية الأبعاد ويستخدم زي برش طبقات متحركة ديناميكية أثناء العمل لتمكين النحات من العمل على عدة طبقات والغاء احداها في حال حدوث أي خطأ كما يعمل زي برش على إنتاج السطوح البارزة بواسطة خريطة النتوءات (بالإنجليزية: Bump map)‏ أي إبراز التفاصيل عن طريق ادخال طلاء بالأبيض والأسود يحدد درجة بروز السطح ويمكن أن تصدر الاشكال الناتجة بواسطته عن طريق خريطة بارزة منخفضة السطوح لاستخدامها في برامج التصميم لإعداد الشخصية.

## بیکسول (Pixol)
كما في البيكسل هناك ما يسمى بالبيكسول في زي برش ويحتوي كل بيكسول على القيم اللونية للاكس والواي. كما يحتوي على معلومات العمق لمحور الزي. وتخزن ملفات الزي برش هذه المعلومات ولكن عندما يتم تصدير هذه المعلومات (في تنسيقات مثل PNG أو جيه بيه إيه جي) فإنها تسطح ويتم فقدان جميع خصائص وبيانات البيكسول. وهذه التقنية مشابهة لتقنية فوكسل، وهو نوع آخر من البيكسل ثلاثي الأبعاد.

## الخصائص

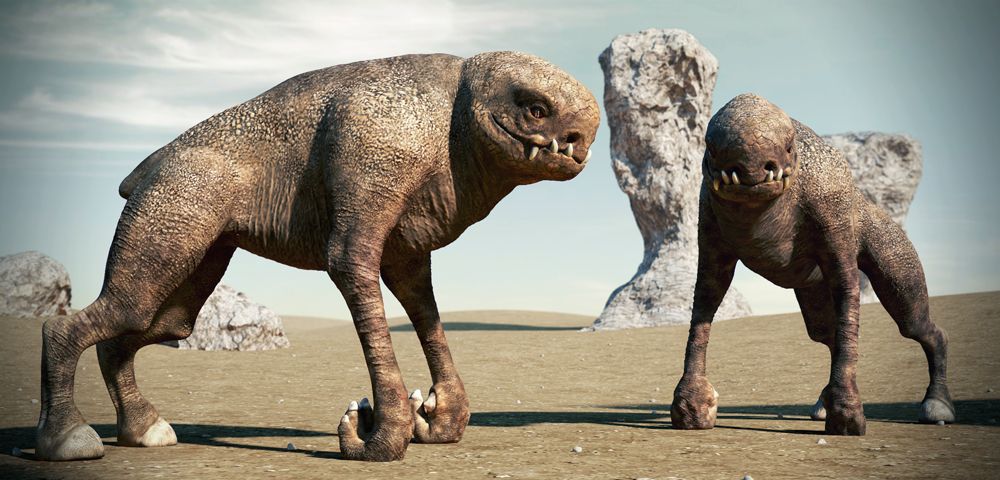
مثال على مشهد تم صناعته باستخدام برنامج زي برش

يتضمن زي برش خواص عديدة فريدة من نوعها للمساعدة في نحت الاشكال وتركيبات السطوح (بالإنجليزية: Polygon mesh)‏.
الفرش ثلاثية الأبعاد (3D Brushes) يأتي زي برش بثلاثين فرشة ثلاثية الأبعاد للنحت مع تنصيبه كما ان هناك العديد من فرش التصميم ثلاثي الأبعاد من الممكن تحميلها بواسطة الإنترنت. كما تتضمن كل فرشة العديد من الخواص التي يمكن تغييرها وتعديلها.
الطلاء المتعدد (Polypaint) يسمح للمستخدم بالطلاء فوق الأجسام دون الحاجة المسبقة إلى تعيين طلاء خاص بها (Texture map).
التصوير (Illustration) فرش للعمل بتصميم البعدين والنصف.
التوضيح (Transpose) إمكانية اسناد الشكل الخارجي لهيكل عظمي كالقابلية الموجودة في برامج التصميم ثلاثي الأبعاد.
زي سفیر (ZSpheres) إحدى الخصائص الفريدة في زي برش، زي سفير الذي يسمح لبرنامج زي برش بتكوين جسم فارغ ثم بتحويله إلى نموذج قابل للنحت، زي سفير يبدأ بكرة بسيطة يمكن تعديلها حتى تتحول إلى نموذج كامل حسب حاجة المستخدم.
غو زي (GoZ) امکانیة قراءة الخرائط البارزة المرسلة إلى زي برش وإعادة تحويلها إلى اشكال ثلاثية.

## وصلات خارجية
- موقع بيكسولوجيك
- موسوعة زت برش

قالب:برنامج تصميم ثلاثي الابعاد